# Kanton Rougé
Kanton Rougé (fr. Canton de Rougé) je francouzský kanton v departementu Loire-Atlantique v regionu Pays de la Loire. Tvoří ho pět obcí.

## Obce kantonu
- Fercé
- Noyal-sur-Brutz
- Rougé
- Soulvache
- Villepot